# 비지 (가수)
비지(Bizzy, 본명: 박준영, 1980년 2월 29일 ~ )는 뉴질랜드의 래퍼이다. Movement와 Yucka Squad라는 크루에 속해있으며, 레이블은 Feel Ghood Music이다. 드렁큰 타이거 7집 활동 당시 타이거 JK의 공연 보조 역할로 무대에 같이 섰다. 현재는 MFBTY의 멤버이며, 솔로 활동과 병행하여  MFBTY 멤버로도 활동 중이다.

## 바이오그래피
Bizzy는 7살 때 미국 워싱턴으로 이사가 이모와 함께 살았다. 근처에 살던 그의 고모가 흑인과 결혼한 덕분에, 그는 친척인 흑인 누나를 통해서 여러 이스트 코스트 랩을 접하였고 힙합에 관심을 가지게 되었다. 그는 다시 부모님있는 뉴질랜드로 옴, 그후 1995년 뉴질랜드에서 음악학교 야간반을 다니면서 음악 분야에 발을 들여다놓게 되었다. 이때부터 클럽에서 DJ를 하였으며, 자신의 친구들과 크루를 조직하여 활동하기도 했다. 또 이때 스쿨 오브 오디오 엔지니어링(School of Audio Engineering)에 입학하여 오디오 엔지니어링을 배웠다.
2001년에 귀국한 그는 서너 군데의 유명 기획사를 돌았으며, 몇몇 회사에서 아이돌 그룹의 백보컬 제의 혹은 객원 래퍼로써의 제의를 받았다. 하지만 자신의 본래 목표와 다름을 생각한 그는 이를 모두 거절하였다. 한편 이 과정에서 친해진 박선주를 통해 양동근 등의 음악 동료를 만나게 되었고, Movement 크루에 들어가게 되었다. 이때 Sean2slow가 그에게 "항상 바빠져라"라는 의미에서 Bizzy라는 예명을 지어주었다.
2002년 Smokie J 컴필레이션 앨범이었던 The Konexion에 첫 솔로곡 We Movin' In을 수록한 그는 이때부터 본격적인 활동을 시작, Yucka Squad 활동과 Ill Skillz 공연 때의 디제잉 등 다방면에서 활동하였다. 그러나 한동안은 양동근의 친구 MC 정도로만 알려져있던 그가 확실하게 얼굴을 알린 것은 DJ Shine이 빠진 드렁큰 타이거가 6집을 발표했을 때 다수의 곡에 피쳐링을 하면서였다. 그 이후 대전 한 대학교 축제에서 Tiger JK와 함께 무대에 선 이후로는 7집 활동까지 꾸준히 드렁큰 타이거의 무대에 항상 같이 섰고, 드렁큰 타이거의 예전 곡을 할 때는 DJ Shine의 파트를 맡는 등의 보조 활동을 하였다. 2007년에는 솔로곡으로 용호문 OST의 정글타오을 발표하였으며, 2008년 6월 앨범을 발표하였다.
자신의 솔로 활동 외에, 드렁큰 타이거 8집 활동 때는 Paloalto와 무대에서 보조로 섰다. 2012년 들어서는 뉴올의 I Need a Beat에 참여하였고 드라마 히어로 OST로 오랜만의 솔로곡 Nu Hero를 선보였다. 그 뒤 2013년의 첫 활동으로 Bizzy는 타이거 JK, T와 함께 MFBTY라는 프로젝트 팀을 결성하였다. 이들은 1월 말 신곡을 발표하였으며, 1월 27일 "2013 K-POP Night out at MIDEM 2013" 공연을 통해 정식 데뷔하였다.
이후 2013년 7월에는 돌연 Tiger JK, 윤미래와 함께 정글 엔터테인먼트에서 독립하여 Feel Ghood Music이라는 새로운 레이블을 설립하고 다시 시작한다는 소식이 Tiger JK의 트위터를 통해 올라왔다. 9월, Bizzy는 Feel Ghood Music의 첫 작업물인 드렁큰 타이거 앨범에 윤미래와 함께 일종의 프로젝트 유닛으로 참여하였으며, 드렁큰 타이거의 앨범 활동 동안 함께 하였다.
대표곡: 〈정글타오〉, 〈헤어진 다음날〉, Nu Hero

## 디스코그래피
- 2008년 6월 27일 Bizzionary (EP)

## 출연작
- Mnet 《Show Me The Money 6》
- JTBC 《내 아이디는 강남미인》 (특별 출연)
- KBS 2TV 《사장님 귀는 당나귀 귀》
- MBN 《보이스 퀸》

## 다른 이름
Bizzy는 Suga-Free라는 다른 이름이 있는데, 이 이름은 현재는 거의 안 쓰고 있으며, Smokie J 앨범 참여 시에 참여진의 이름으로 표기되어있다.

## 홍보대사
- 2016년 5월 대한사회복지회 홍보대사 위촉

## 참고 문헌
- "비지 "7년의 무명 견딘 힘은 음악이었죠"", 이은정, 2008년 7월 16일, 연합뉴스
- "바쁘게 살라고 이름도'Bizzy'죠", 홍동희, 2008년 7월 26일, 헤럴드경제